# Doberlug-Kirchhain
Doberlug-Kirchhain (toponimia: Dobrjoług-Góstkow, (dial.) Dobry Ług) es un municipio el distrito de Elba-Elster en Brandeburgo. En 1950 las aldeas vecinas de Dobrilugk (desde 1937 Doberlug) y Kirchhain se fusionan. El Weißgerberei y la orden cisterciense trajo prosperidad y dotó de importancia a la ciudad.
La ciudad se encuentra en Niederlausitz situada al norte de la parque natural de la Baja Lusacia en el Kleine Elster medio del distrito de Elba-Elster a 112 km al sur de Berlín, 78 km al norte de Dresde, 63 km al suroeste de Cottbus y 99 km al noreste de Leipzig.